# Мацей Ласицький
Мацей Ласицький (пол. Maciej Łasicki, 12 жовтня 1965) — польський академічний веслувальник.
Бронзовий призер Олімпійських Ігор 1992 року в складі розпашної четвірки зі стерновим.
Срібний призер Чемпіонату світу 1993 року в складі розпашної четвірки без стернового, бронзовий призер 1991 (розпашні четвірки зі стерновим), 1995 (розпашні четвірки без стернового) років.